# Five Days (wiersz)
Five Days – wiersz dziewiętnastowiecznego amerykańskiego poety Rufusa Wilmota Griswolda, napisany 11 listopada 1842, bezpośrednio po śmierci jego żony Karoliny (Caroline). Utwór został wydrukowany w New York Tribune (anonimowo) 16 listopada tego roku. Został napisany wierszem białym, czyli nierymowanym dziesięciozgłoskowcem (jambicznym) (blank verse). Ten rodzaj wiersza stał się na powrót popularny w wieku XIX. W Wielkiej Brytanii używali go w tym czasie John Keats (Hyperion), Alfred Tennyson (Święty Szymon Słupnik), Robert Browning {Pierścień i księga i Matthew Arnold (Sohrab i Rustum), zaś w Stanach Zjednoczonych stosowali go Henry Wadsworth Longfellow (Michael Angelo) i Emma Lazarus (Admetus).

O God! oh God! I know that Thou art just.
That all Thy judgements are with mercy tempered.
That Thou afflictest not with willingness,
And dost design all sorrows for our good.
But I knew not Thy law in perfectness,
I deemed that she who was but loaned to me,
Was a full gift, and to be mine forever.
I never thought that my sweet guardian angel,
Was here but on a mission to save my soul.